# Panic Fancy
Panic Fancy − szósty album japońskiej grupy muzycznej Orange Range, wydany 9 lipca 2008. Pochodzą z niego single "Ika Summer", "Ikenai Taiyō", "Kimi Station", "O2" oraz "Shiawase Neiro". Edycja limitowana (z alternatywną okładką) zawiera dodatkowy dysk w postaci DVD.

## Lista utworów
CD
1. "Beat It"
2. "Ikenai Taiyō" (jap. イケナイ太陽)
3. "Sekai World Uchinanchu Kikō ~Shīmī-hen~" (jap. 世界ワールドウチナーンチュ紀行 ~シーミー編~)
4. "Kimi Station" (jap. 君Station)
5. "Soy Sauce vs Petunia Rocks feat. Orange Range" (jap. ソイソースVSペチュニアロックス feat. ORANGE RANGE Soi Sōsu vs Pechunia Rokkusu feat. Orange Range)
6. "Sunny Stripe"
7. "Genjitsu Tōhi" (jap. 現実逃避)
8. "Shiawase Neiro" (jap. シアワセネイロ)
9. "5"
10. "O2"
11. "Ika Summer" (jap. イカSummer)
12. "Taiyō to Himawari, Mawari Nanka Ki ni Sezu ni... Natsu." (jap. 太陽とひまわり、周りなんか気にせずに・・・夏。)
13. "Fuyumi" (jap. 冬美)
14. "Doremifa Ship" (jap. ドレミファShip)
15. "Happy Birthday Yeah! Yeah! Wow! Wow!"

DVD
1. "Ika Summer" (jap. イカSummer) (wideo)
2. "Ikenai Taiyō" (jap. イケナイ太陽) (wideo)
3. "Kimi Station" (jap. 君Station) (wideo)
4. "O2" (wideo)
5. "Shiawase Neiro" (jap. シアワセネイロ) (wideo)
6. "Code Geass R2 - Hangyaku no Lelouch CMs"